# L'arte della guerra 3
L'arte della guerra 3 (The Art of War III: Retribution) è un film del 2009 diretto da Gerry Lively. Si tratta del terzo e ultimo capitolo della saga L'arte della guerra.

## Trama
L'agente Neil Shaw si reca a Nord Corea per una missione piuttosto delicata: impedire all'organizzazione terroristica di acquistare una potente bomba nucleare. Le cose si mettono male e nel tentativo di salvare Sun Yi, la sua informatrice, l'agente ha un'accusa di omicidio sulla testa. Shaw, per sopravvivere deve trovare i terroristi prima che azionino il detonatore della bomba.